# Подгориця-при-Шмарю
Подгориця-при-Шмарю (словен. Podgorica pri Šmarju) — поселення в общині Гросуплє, Осреднєсловенський регіон, Словенія. Висота над рівнем моря: 376,9 м.